# Bryson City
Bryson City ist eine Town in Swain County (North Carolina) im Bundesstaat North Carolina der Vereinigten Staaten von Amerika. Im Jahr 2020 betrug die Bevölkerung 1558 Einwohner. Die Gemeinde ist der Verwaltungssitz des Countys.
Bryson City liegt im ehemaligen Stammesgebiet der Cherokee und wurde unter dem Namen Charleston gegründet, ehe der Ort 1889 den heutigen Namen erhielt. 1884 wurde Bryson City über die Bahnstrecke Asheville–Murphy der Western North Carolina Railroad (ab 1894: Southern Railway) an das Eisenbahnnetz angeschlossen.
Heute ist die Stadt ein beliebtes Touristenziel, das westlich des Eingangs zum Great Smoky Mountains National Park liegt und zu Outdoor-Aktivitäten im Nantahala National Forest, entlang des Nantahala River und des Fontana Lake einlädt. Außerdem ist sie Sitz der Great Smoky Mountains Railroad, einer Eisenbahngesellschaft, die 85 Kilometer der ehemaligen Strecke der Southern Railway betreibt und Fahrten durch das Nantahala-Tal anbietet.